# باتا باتا (أغنية)
باتا باتا (بالإنجليزية: Pata Pata)‏ أغنية رقص من نوع (أفرو بوب) Afro-pop أو البوب الأفريقي الذي شاع عالميًا بظهور المغنية الجنوب أفريقية ميريام ماكيبا. تنسب أغنية «باتا باتا» إلى ماكيبا وجيري راغوفوي. صدرت في الولايات المتحدة عام 1967. يعتبر الكثيرون أن الأغنية هي أشهر ما قدمته ماكيبا وقد سجلها العديد من الفنانين منذ ذلك الحين.

## أصل الأغنية
عنوان الأغنية «باتا باتا» يعني «لمسة لمسة» باللغة الكوسية Xhosa language (من اللغات الرسمية في جنوب أفريقيا ويتحدث بها حوالي 8 ملايين نسمة) والعنوان أيضًا هو عنوانًا لأسلوب الرقص الذي كان شائعًا في البارات وأماكن الرقص (المسماة shebeens شيبين) في ضواحي جوهانسبرغ في منتصف الخمسينات. في رقصة الباتا باتا تقف الراقصة أمام شريكها وتربت على جسدها على إيقاع الموسيقى وهي تنهض وتدور. في نسخة أخرى من الرقصة، يقف الراقصون الشباب في صف، وأذرعهم ممتدة إلى الأمام، وراحتا الكف متجهة إلى الأرض، بينما تربت كل فتاة بدورها على جسدها، وبعد ذلك يتبادلون الحركات ويفعل الرجال الشيء نفسه مع الفتيات.
كانت نوادي الشيبين أماكن لتعبير الشباب عن أنفسهم ثقافيًا وحضاريًا، مما ساعد على ظهور نوع الموسيقي المسمى «كوايتو». أصبحت الشيبين جزءًا لا يتجزأ من الثقافة الحضرية في جنوب إفريقيا، حيث تقدم البيرة التجارية بالإضافة إلى اليوكومبوتي وهي بيرة أفريقية تقليدية مصنوعة من الذرة والذرة الرفيعة. لا يزال الشيبين يشكل جزءًا مهمًا من المشهد الاجتماعي اليوم في جنوب إفريقيا المعاصرة، ويقدم شعورًا بالمجتمع والهوية والانتماء. بدأت الشيبين في الانحسار بينما يحاول الجنوب إفريقيين الحفاظ على بعض تراثها الحضاري والثقافي.

## تسجيل وتطور الأغنية
سجلت الأغنية ميريام ماكيبا وفرقتها «سكاي لارك» وصدرت في جنوب أفريقيا عام 1959 وقيل إن أول تسجيل لها كان في عام 1956، وفي عام 1967، بعد نجاح ماكيبا في جنوب أفريقيا، حققت نجاحها في الولايات المتحدة، وأعادت ماكيبا تسجيل الأغنية مع منتجها جيري راجوفوي، مع إضافة جزء منطوق باللغة الإنجليزية، وصدرت في الولايات المتحدة في ألبوم استوديو ماكيبا الذي يحمل نفس الاسم، وصدرت أيضًا كأغنية فردية وبلغت ذروتها حين صعدت للمركز 12 في 25 نوفمبر 1967 على قائمة بيلبورد. كانت أغنية الجانب الآخر من الاسطوانة أغنية تحت عنوان «مالايشا».
غنت ميريام ماكيبا في ليلة وفاتها، أغنية «باتا باتا» قبل أن تنهار على المسرح في منطقة قريبة من كاسيرتا بإيطاليا في 6 نوفمبر 2008 وهي في عمر 76، وكان يطلق على ماكيبا تسمية (أفريقيا الأم) حيث كانت مغنية وكاتبة أغاني وممثلة وسفيرة للنوايا الحسنة لدى الأمم المتحدة وناشطة في مجال الحقوق المدنية، ومناصرة ضد نظام الفصل العنصري وحكومة الأقلية البيضاء في جنوب إفريقيا.  
استخدمت شركة هوندا عام 2009 الأغنية في إعلان تلفزيوني لعام 2010 لسيارة من طراز أكورد كروس تور Accord Crosstour.  

## نسخ أخرى للأغنية
غنى الأغنية أكثر من 30 من المغنيين والفرق الغنائية، من أشهرهم فريق المغنية الأمريكية ديانا روس المعروف «السوبريمز» في عام 1968، وأيضًا الفريق الغيني «اوسي بيسا Osibisa» عام 1980، والمغنية الفرنسية «سيلفي فارتان Sylvie Vartan» عام 1980، وغناها في عام 2016 الفريق الأمريكي «بينك مارتيني Pink Martini».

## كلمات الأغنية
لقد رقصنا وصحنا: تحقق من ذلك Saguquka sathi ‘bheka
هذه هي الباتا باتا  Nants’ iPata Pata
هذا كل شيء، سيدتي Yiyo mama, yiyo mama
هذه هي الباتا باتا Nants’ iPata Pata

باتا باتا هي اسم الرقصة Pata Pata is the name of the dance
نرقصها في جوهانسبرج حيث We do down Johannesburg way
يبدأ الجميع في الحركة And everybody starts to move
بمجرد عزف الباتا باتا As soon as Pata Pata starts to play

لقد رقصنا وصحنا: تحقق من ذلك Saguquka sathi ‘bheka
هذه هي الباتا باتا   Nants’ iPata Pata
هذا كل شيء، سيدتي Yiyo mama, yiyo mama
هذه هي الباتا باتا Nants’ iPata Pata

كل ليلة جمعة وسبت Every Friday and Saturday night
يحين وقت الباتا باتا It’s Pata Pata time
يستمر الرقص طوال الليل The dance keeps going all night long
حتى تبدأ شمس الصباح في الظهور Til’ the morning sun begins to shine
هذا كل شيء، سيدتي Yiyo mama, yiyo mama
هذه هي الباتا باتا Nants’ iPata Pata

## وصلات خارجية
- كلمات الأغنية الكاملة على مترولايركس
- باتا باتا (أغنية)

- باتا باتا (أغنية)

- باتا باتا (أغنية)